# Neopaniasis aleopetra
Neopaniasis aleopetra là một loài bướm đêm trong họ Geometridae.